# Episodi di Soko 5113 (trentaduesima stagione)
La trentaduesima stagione della serie televisiva Soko 5113 è stata trasmessa in anteprima in Germania dalla ZDF tra il 15 ottobre 2007 e il 17 gennaio 2008.
| nº | Titolo originale             | Titolo italiano | Prima TV Germania | Prima TV Italia |
| -- | ---------------------------- | --------------- | ----------------- | --------------- |
| 1  | Tödliche Spekulation         |                 | 15 ottobre 2007   |                 |
| 2  | Domino                       |                 | 22 ottobre 2007   |                 |
| 3  | Am Abgrund                   |                 | 29 ottobre 2007   |                 |
| 4  | Schattenseiten               |                 | 5 novembre 2007   |                 |
| 5  | Gestorben wird immer         |                 | 12 novembre 2007  |                 |
| 6  | Tief gefallen                |                 | 19 novembre 2007  |                 |
| 7  | Unter Verdacht               |                 | 26 novembre 2007  |                 |
| 8  | Tödlicher Fund               |                 | 3 dicembre 2007   |                 |
| 9  | Die Greifer                  |                 | 10 dicembre 2007  |                 |
| 10 | Stille Nacht, tödliche Nacht |                 | 17 dicembre 2007  |                 |
| 11 | Das Urteil                   |                 | 4 gennaio 2008    |                 |
| 12 | Seifenoper                   |                 | 7 gennaio 2008    |                 |
| 13 | Schwelbrand                  |                 | 17 gennaio 2008   |                 |